# Karl Gernandt
Karl Gernandt (* 21. Juli 1960 in Bonn) ist ein deutscher Wirtschaftsmanager mit Tätigkeiten in internationalen Konzernen.
In Hamburg engagierte er sich im Unternehmensverband NORD und leitete den Industrieverband Hamburg von 2006 bis 2008. Von Juli 2014 bis Februar 2018 war er Mitglied des Aufsichtsrats der HSV Fußball AG, darunter bis Dezember 2016 dessen Vorsitzender.
Karl Gernandt sitzt in diversen Aufsichtsräten und engagiert sich in sozialen Institutionen.

## Ausbildung und berufliche Stationen
Karl Gernandt besuchte zeitweise die deutsche Schule in Rio de Janeiro und absolvierte sein Abitur in Kaarst (NRW). Nach zweijährigem Bundeswehrdienst (danach Reserveoffizier) und einer Banklehre bei der Deutsche Bank AG studierte er erfolgreich von 1984 bis 1988 Betriebswirtschaftslehre an der Universität St. Gallen (lic. oec. HSG), währenddessen er Mitgründer der umweltökonomischen Initiative Oikos war und ebenso als AIESEC-Präsident das Campusrecruiting an der HSG einführte.
Seine berufliche Karriere begann bei der Deutsche Bank, wo er zum Assistenten des früheren Vorstandssprechers aufstieg. Er sammelte Erfahrungen in Singapur, Tokio und New York und war zuletzt für die Filialen im nördlichen Ruhrgebiet verantwortlich. Weitere berufliche Stationen waren von 1996 bis 1999 die Unternehmensberatung A.T. Kearney mit dem Schwerpunkt internationale Strategieprojekte im Finanzbereich, bevor er als CFO und ein Jahr später als CEO die Alsen AG führte  und Holcim, zuletzt als CEO der Region Western Europe der Holcim AG agierte.
Zum 1. Oktober 2008 wurde er vom Unternehmer Klaus-Michael Kühne rekrutiert als dessen Nachfolger in verschiedenen Funktionen. Bei Kühne + Nagel begann Gernandt 2009 als Delegierter des Verwaltungsrates. Von 2011 bis 2016 war er dessen „Executive President“ und für kurze Zeit ebenso CEO und seit 2016 ist er Vizepräsident. Außerdem ist er Präsident des Verwaltungsrates der Kühne Holding AG, in der alle Investments von Klaus-Michael Kühne gebündelt werden, sowie Stiftungsrat der Kühne-Stiftung in Schindellegi, Schweiz. Des Weiteren ist er  stellv. Vorsitzender des Aufsichtsrates der Hapag-Lloyd AG und Aufsichtsratsmitglied der VTG AG sowie Vorsitzender des Aufsichtsrats der Kühne Logistics University in Hamburg.
Weitere Engagements sind: Präsident des Verwaltungsrats der Hochgebirgsklinik Davos AG sowie der HELP AG, einer internationalen Organisation im Bereich der Humanitären Logistik. Von 2009 bis 2023 war er Vorstandsmitglied der Bundesvereinigung der deutschen Logistik (BVL).

## Tätigkeit beim Hamburger SV
Gernandt war eines der Gesichter und einer der Hauptinitiatoren bei der Ausgliederung der Lizenzspielerabteilung in die HSV Sport AG. Im Mai 2014 stimmte die Mehrheit der Vereinsmitglieder für das entsprechende Modell „HSVPlus“. Karl Gernandt wurde Aufsichtsratsvorsitzender des in „HSV Fußball AG“ umbenannten Unternehmens, bei dem sein Chef Klaus-Michael Kühne Anteilseigner ist. Insgesamt könnte mehr als 60 Mio. neues Kapital eingeworben sowie ein Schuldscheindarlehen platziert werden. Von dieser Tätigkeit trat Gernandt im Dezember 2016 aufgrund von „Indiskretionen“ innerhalb des Rates zurück, blieb dem Gremium aber als ordentliches Mitglied erhalten. Am 6. Februar 2018 schied Gernandt aus dem Gremium aus.

## Privates
Karl Gernandt ist verheiratet und lebt mit Frau Susanne und den drei Töchtern in Hamburg-Groß Flottbek.